# Miller Island, Nunavut
Miller Island är en ö i Kanada.   Den ligger i territoriet Nunavut, i den nordöstra delen av landet, 4 000 km norr om huvudstaden Ottawa. Arean är 19,1 kvadratkilometer.
Terrängen på Miller Island är lite kuperad. Öns högsta punkt är 539 meter över havet. Den sträcker sig 3,1 kilometer i nord-sydlig riktning, och 10,4 kilometer i öst-västlig riktning.
Trakten runt Miller Island är permanent täckt av is och snö. Trakten runt Miller Island är nära nog obefolkad, med mindre än två invånare per kvadratkilometer.